# Pascale Doger
Pascale Doger (ur. 27 października 1961) – francuska judoczka.
Brązowa medalistka mistrzostw świata w 1980 i 1982; uczestniczka zawodów w 1984. Triumfatorka mistrzostw Europy w 1985; druga w 1983 i trzecia w 1982. Pierwsza w drużynie w 1985. Mistrzyni Francji w 1979, 1981, 1982, 1983 i 1985 roku.